# Simpsorama (bande dessinée)
Pour l’article homonyme, voir Simpsorama (épisode des Simpson).
Simpsorama est le quinzième album de la série de bande dessinée Les Simpson, sorti le 17 août 2011, par les éditions Jungle. Il contient deux histoires : Le déclin de Flanders et La raison du plus gras !
À noter que c'est aussi le titre du 6e épisode de la saison 26.